# Geococcyx californianus
El correcaminos grande (Geococcyx californianus) es una especie de ave cuculiforme de la familia Cuculidae distribuida en Aridoamérica, en México y el sur de Estados Unidos. Su nombre científico, Geococcyx, viene del griego antiguo γῆ (tierra) y κόκκυξ (cuclillo), por ser ave pariente del cuclillo, pero corredora (de la tierra y no del aire). Habita desde Estados Unidos hasta el centro de México.

## Distribución y hábitat
Su distribución en México va desde la meseta central a la planicie costera del Pacífico y del Golfo, excluyendo las cimas que sobrepasan los 2700 m s. n. m. de la Sierra Madre Oriental y Sierra Madre Occidental. Principalmente se encuentra asociado con vegetación xerófita, de matorral desértico, matorral espinoso tamaulipeco, chaparral, etc.

## Comportamiento y descripción

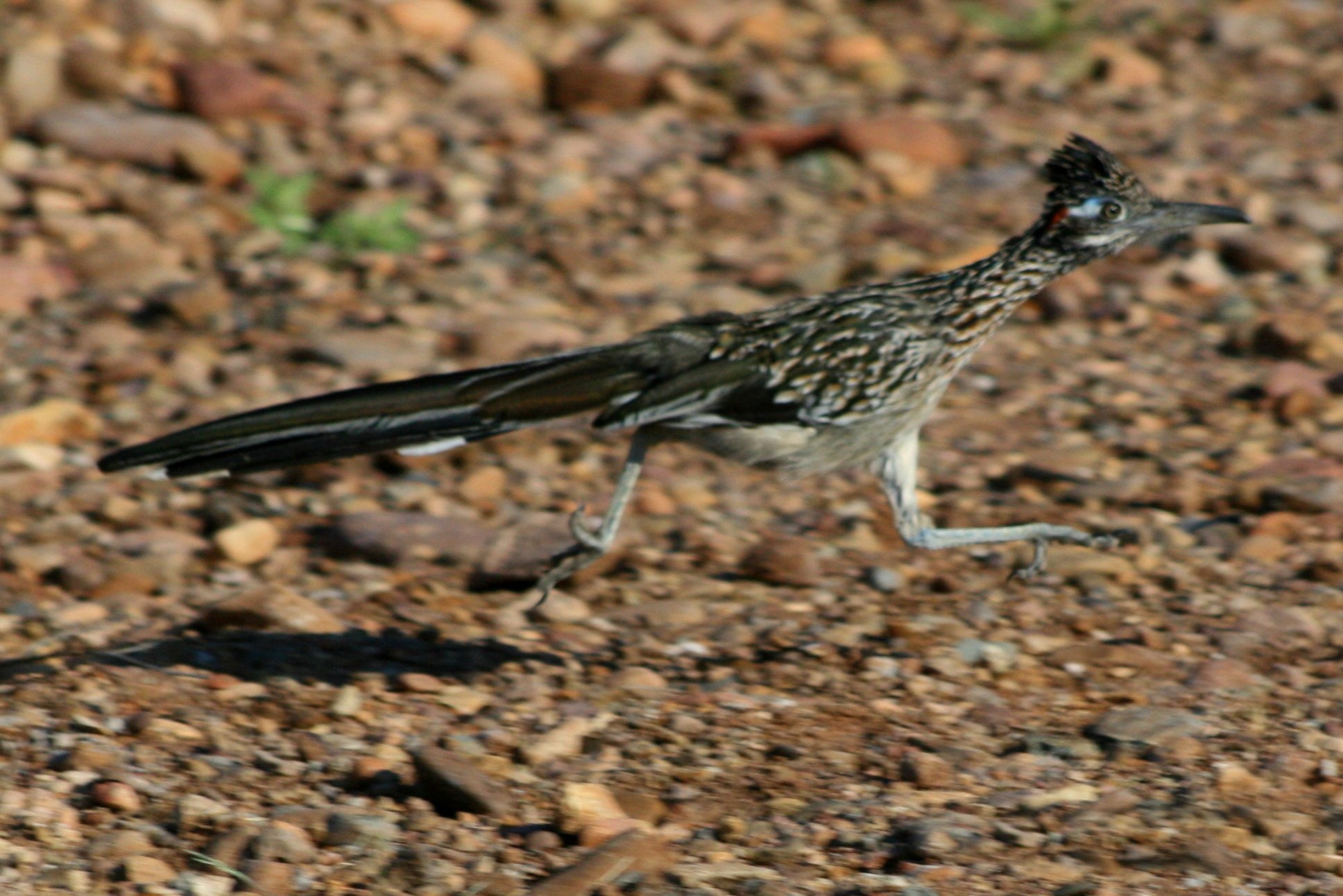
Correcaminos a la carrera en Huépac, Sonora, México.

Es un ave de costumbres terrestres, aunque realiza pequeños vuelos de planeo desde árboles y arbustos al suelo. Prefiere alimentarse de pequeños reptiles (como lagartijas y serpientes jóvenes), pequeños mamíferos e insectos. Pone de dos a seis huevos, que incuba durante veinte días, aproximadamente. El color de su plumaje es castaño claro o grisáceo con negro, mimetizándose con el suelo en donde vive.
Tiene una gran cola, que le sirve de timón cuando emprende la carrera y hace giros rápidos, y alcanza velocidades de unos 32 km/h; hay referencias bibliográficas de 67 km/h, que parecen ser exageradas. Rara vez vuela y sólo lo hace cuando es necesario.

## En la cultura popular
El correcaminos es la base para el personaje “El Correcaminos” en la serie de dibujos animados de los Looney Tunes, El Coyote y el Correcaminos, de Chuck Jones para la Warner Bros.